# Carl Wilhelm Skarstedt

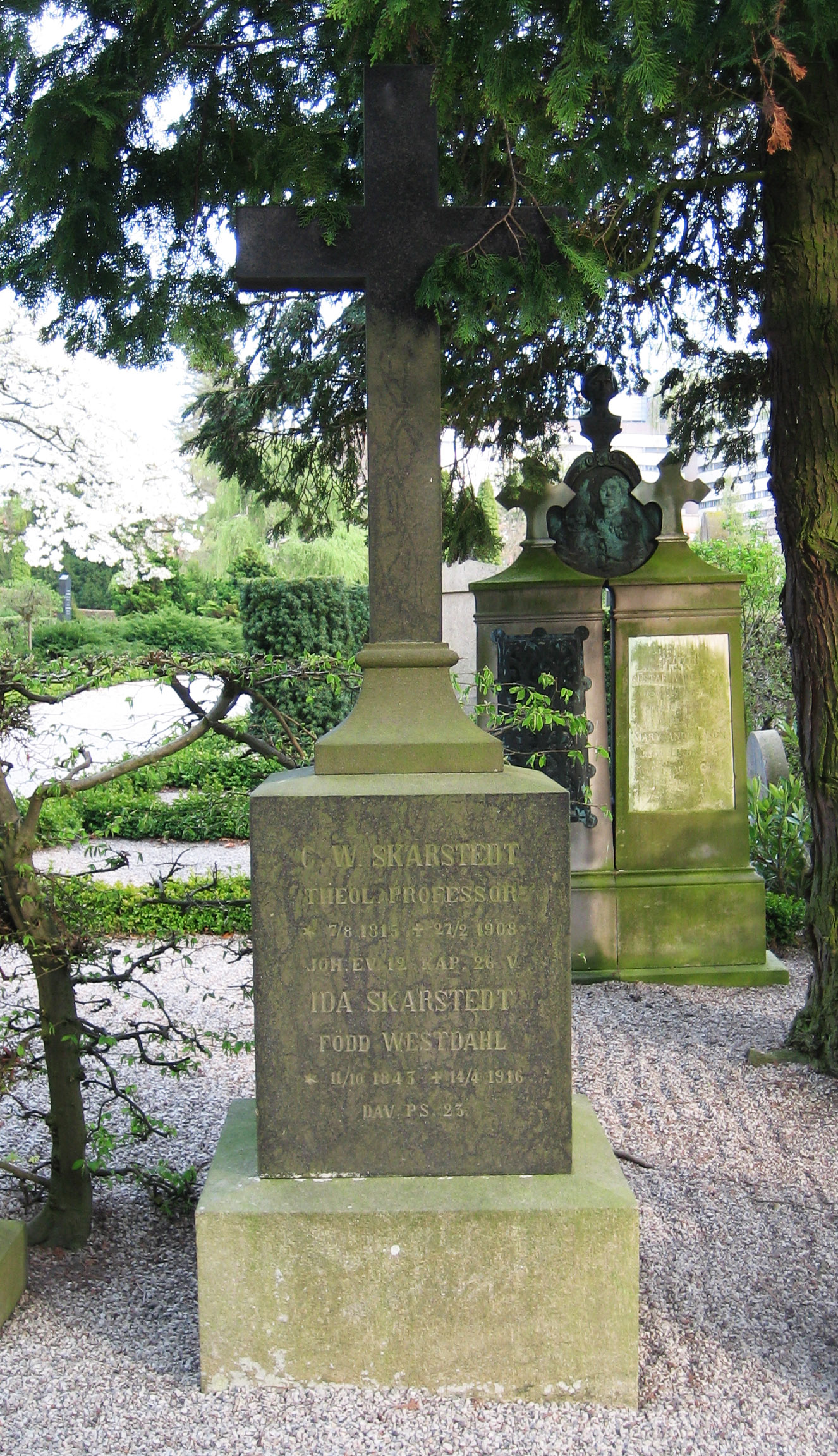
Carl Wilhelm Skarstedts grav på Norra kyrkogården i Lund.

Carl Wilhelm Skarstedt, född 7 augusti 1815 i Göteborg, död 27 februari 1908 i Lund, var en svensk universitetslärare och teolog. Han var professor i Lund, kyrkohistorisk författare och psalmförfattare. Han finns representerad i bland annat Den svenska psalmboken 1986 med ett verk (nr 414).
I Nordisk familjebok står om Skarstedt: "Med sin med attiskt salt bemängda personliga älskvärdhet blef han under sin långa ålderdom ett af Lunds mest karakteristiska professorsoriginal, lifligt senterad af växlande studentgenerationer." 
Skarstedt gifte sig första gången 1856 med Hedvig Elina Wieselgren (1839–1863), dotter till domprosten Peter Wieselgren, och andra gången 1864 med Ida Paulina Westdahl (1843–1916), dotter till hovpredikanten och kontraktsprosten Carl Magnus Westdahl. I första äktenskapet föddes sönerna Ernst och Waldemar. I det andra föddes barnen Hergeir, Sigfrid, Hedvig, Johan, Helfrid (gift med Anders Malm) och Solvig, samt tvillingarna Gottfrid Wilhelm och Ellen Albertina vilka dog nyfödda. Carl Wilhelm Skarstedts och andra hustruns gravvård finns på Norra kyrkogården i Lund. Skarstedt är kort porträtterad av Gösta Raquette i Hågkomster och Livsintryck band 2, 1922.

## Psalmer
- Ditt ljus, o Helge Ande, tänd (Svenska Missionsförbundets sångbok 1920 nr 602, 1921 nr 538)
- Så långt som havets bölja går (Svenska Missionsförbundets sångbok 1920 nr 599, 1986 nr 414) skriven 1861 Finns på Wikisource.

## Kuriosa
Enligt Sten Broman skall Skarstedt, tillfrågad om vad han ansåg om surströmming, ha svarat: "Jag tycker att det smakar som att äta ansjovis på dass".